# 挂墩后棱蛇
挂墩后棱蛇（学名：Opisthotropis kuatunensis）为游蛇科后棱蛇属的爬行动物。在中国大陆，分布于浙江、福建、江西、广西、香港等地，生活习性为半水生。其主要生活于多森林的高山山涧的流水中。该物种的模式产地在福建崇安（现武夷山市）。其种加词“kuatunensis”意为“福建武夷山市星村镇挂墩的”。

## 保护
本种于2023年被收录入《有重要生态、科学、社会价值的陆生野生动物名录》。